# Maksim Pantelejmonenko
Maksim Sergeevič Pantelejmonenko (in russo Максим Сергеевич Пантелеймоненко?, in ucraino Максим Сергійович Пантелеймоненко?, Maksym Serhijovyč Pantelejmonenko; Charkiv, 1º settembre 1981) è un pallavolista ucraino naturalizzato russo.
Gioca nel ruolo di schiacciatore nello Zenit-Kazan.

## Carriera
La carriera di Maksim Pantelejmonenko inizia in Ucraina, nelle selezioni giovanili della squadra della città di Poltava. Il suo primo club professionistico è il Volejbol'nyj Klub Jurydyčna Akademija, squadra della città di Charkiv, con cui ottiene diversi risultati importanti: vince infatti per due volte la Coppa di Ucraina, mentre in campionato arriva per due volte secondo e per due volte terzo. Dopo sei anni si trasferisce all'Azovstal Mariupol', dove rimane per due stagioni, vincendo la sua terza coppa nazionale e ottenendo per due volte il riconoscimento come miglior giocatore del campionato. Riceve alcune convocazioni dalla nazionale ucraina, con cui partecipa alla fase finale del campionato europeo del 2005, chiudendo il girone all'ultimo posto e uscendo nella prima fase.
Per la stagione 2007-08 viene ingaggiato dalla società giapponese JT Thunders, dove vince la Coppa dell'Imperatore. Terminata questa esperienza si trasferisce in Russia, dove veste la maglia del Volejbol'nyj klub Samotlor, prima di passare nel 2009 al Volejbol'nyj klub Zenit-Kazan'. Nei due anni con il club di Kazan' vince due campionati consecutivi, oltre a una Coppa di Russia, competizione nella quale ottiene il premio individuale come miglior servizio, e una Supercoppa russa; partecipa inoltre alla Coppa del Mondo per club 2009, che termina al terzo posto, e alla Champions League 2010-11, chiusa con la sconfitta in finale contro il Trentino Volley.
Nell'annata 2011-12 passa al Volejbol'nyj klub Fakel, qualificandosi ai play-off come quinta classificata del Gruppo Orientale e concludendo il cammino agli ottavi di finale. Nella Superliga 2012-13 viene tesserato dal Volejbol'nyj klub Ural, dove, partendo dal terzo posto nel Gruppo Blu della Regular season, arriva fino alla finale dei play-off scudetto, persi contro il Volejbol'nyj klub Belogor'e, società in cui si trasferisce per la stagione 2013-14.
Con il club di Belgorod ottiene successi vincendo la Coppa nazionale, la Supercoppa russa e la Champions League, vinta in finale contro i turchi dello Halk Bankası Spor Kulübü; chiude l'esperienza conquistando la Coppa del Mondo per club. Dal campionato 2014-15 è tesserato per la Volejbol'nyj klub Dinamo Krasnodar, dove resta per tre annate.
Nella stagione 2017-18 si accasa allo Zenit-Kazan con cui vince la Supercoppa russa 2017, la Coppa di Russia 2017, il campionato mondiale per club 2017, la Champions League 2017-18 e lo scudetto 2017-18.

## Palmarès
- Campionato russo: 3

2009-10, 2010-11, 2017-18
- Coppa d'Ucraina: 3

2003, 2004, 2006
- Coppa dell'Imperatore: 1

2007
- Coppa di Russia: 3

2013, 2017, 2017
- Supercoppa russa: 3

2010, 2013, 2017
- Campionato mondiale per club: 2

2014, 2017
- Champions League: 2

2013-14, 2017-18

### Premi individuali
- 2006 - Campionato ucraino: MVP
- 2007 - Campionato ucraino: MVP
- 2009 - Volejbol'nyj klub Samotlor: Miglior giocatore della squadra
- 2009 - Coppa di Russia: Miglior servizio